# پاتالی‌پوترا
پالی‌پوترا (Patliputra) نام قدیم شهر پتنه در ایالت بهار هند است. پالی‌پوترا در دوران باستان پایتخت ماگادا و دودمان‌هایی مانند موریاها بود که خاستگاهشان در این منطقه قرار داشت. نخستین دژ در محل پالی‌پوترا در سال ۴۹۰ پیش از میلاد ساخته شده و در نزدیکی رود گنگ قرار دارد.
پالی‌پوترا از سده سوم پیش از میلاد مسیح تا سده پنجم میلادی کرسی مذهبی پیروان بودا بود.

## کاخ آشوکا در پاتالی‌پوترا
کاخ آشوکا در پاتالی پوترا که در حوالی شهر پتنا در ایالت بهار و در شمال شرق هند قراردارد، وستون‌های یاد بود او در سراسر هند کاملاً شبیه به کاخ‌های هخامنشیان و ستون‌های تخت جمشید ساخته شده‌است، این کاخ درپاتالی پوترا (Pataliputra) که در حوالی شهر پتنا در ایالت بهار در شرق هند قرار دارد، وضوحاً به تقلید از کاخ هخامنشیان در تخت جمشید ساخته شده بود. کاخ آشوکا در پاتالی‌پوترا و ستون‌های یاد بود او در سراسر هند کاملاً به تقلید از کاخ‌های هخامنشیان و ستون‌های تخت جمشید ساخته شده‌است. چنان‌که مگاستنس، سفیر یونان در دربار آشوکا، گزارش درخشانی دربارهٔ کاخ پاتالی پوترا آشوکا از خود برجای گذاشته‌است. امروزه فقط پی‌های ساختمان‌ها و بقایای یک نرده آن در روی زمین دیده می‌شود، ولی با بررسی یک سلسله ستون‌های یادبودی و مقدسی که آشوکا در شمال هند بر پا داشت می‌توان تصوری از جزئیات معماری آن به دست آورد.

### امپرتوری چاندرا گوپتا پدربزرگ آشوکا
اسمیت متخصص تاریخ قدیم هند معتقد است امپرتوری چاندرا گوپتا پدربزرگ آشوکا یک ساتراپ پارسی بود که سال‌ها با دستگاه عظیم امپراتوری هخامنشی آشنایی و مراوده داشت و تحت تأثیر این امپراتوری چنین حکومتی را تأسیس نمود؛ بنابراین او از بومیان هند نبود بلکه چاندرا گوپتا یک پارسی و یک ایرانی بود. از نوشته‌های مگاستنس پی می‌بریم که آشوکا جانشین چاندرا گوپتا راهی را که جدش گشوده بود، ادامه داد.